# 청자 상감운학국화문 표주박모양 주전자 및 승반
청자 상감운학국화문 표주박모양 주전자 및 승반(靑磁象嵌雲鶴菊紋瓢形注子·承般)은 청자 주전자와 밑받침 접시가 1조로 되어 있다. 주자의 몸체는 표주박의 형태로 위 박은 날씬하고, 아래 박은 둥근 구형이며, 쭉 뻗은 손잡이와 주구가 부착되어 있으며, 승반은 접시 형태의 화형을 이루고 있다. 문양은 아래 박의 양면에 2중 원 내에 구름과 학을 상감으로 새기고, 그 주위에는 원형의 국화문을 띄엄띄엄 배치하였다. 입언저리에는 뇌문대를, 그 아래로 연판문대를 어깨까지 새겼으며, 윗박과 아랫박의 윗 부분에는 연주문을 횡으로 새겼다. 굽 주위에는 연판문대를, 주구 아래에는 음각 연판문을, 주구 부착 부분에는 능형문을 음각하였다.

## 개요
고려시대 만들어진 청자 주전자와 밑받침 접시(승반)로, 담청색인 유약의 질이나 무늬가 유사한 것으로 보아 처음부터 주전자와 밑받침이 세트로 제작된 것으로 보인다.
주전자는 높이 33.0cm, 아가리 지름 1.9cm, 밑지름 8.4cm이고 밑받침 접시는 높이 5.0cm, 아가리 지름 19.3cm, 밑지름 11.1cm의 크기이다. 표주박 형태인 주전자의 뚜껑은 연꽃무늬 같이 생겼으며, 뚜껑과 손잡이를 연결하는 고리가 붙어 있었으나 현재는 없다. 표주박의 위와 아래를 연결하는 손잡이는 마치 사각형 봉을 구부려 붙인것 같으며, 그 위에 마개의 고리와 연결시키는 덩굴 모양의 고리가 붙어 있다.
물을 따르는 주구는 밖으로 많이 휜 형태로 마름모형에 가깝고 굽은 낮고 넓으며 정교하게 깎였다. 주전자 전면에 국화무늬가 적당한 간격을 두고 일정한 모양으로 찍혀있고 아랫부분 중앙에는 양면에 커다란 두줄의 원 안에 학과 구름무늬가 새겨져 있다. 밑받침 접시는 위쪽에 덩굴무늬를 두르고 그 아래 국화무늬를 넣었으며, 밑부분에는 연꽃무늬를 두르고 있다. 굽은 높고 크게 벌어져 있다.
주전자의 형태, 무늬, 유색 등에 있어 이 주전자는 청자가 쇠퇴기로 접어드는 13세기 양식을 대변해 주는 훌륭한 작품이며, 후기 청자로는 밑받침 접시를 갖춘 유일한 주전자이다.

## 참고 자료
- 청자 상감운학국화문 표주박모양 주전자 및 승반 - 국가유산청 국가유산포털

 본 문서에는 서울특별시에서 지식공유 프로젝트를 통해 퍼블릭 도메인으로 공개한 저작물을 기초로 작성된 내용이 포함되어 있습니다.